# (20863) Jamescronk
(20863) Jamescronk – planetoida z pasa głównego asteroid okrążająca Słońce w ciągu 3 lat i 153 dni w średniej odległości 2,27 j.a. Została odkryta 1 listopada 2000 roku w programie LINEAR. Przed nadaniem nazwy planetoida nosiła oznaczenie tymczasowe (20863) 2000 VW35.